# Finalmente tu
Finalmente tu è un album discografico di Fiorello, pubblicato nel 1995 dalla Fri Records.

## Descrizione
Fiorello continua a sperimentare lo stile messo in atto negli album precedenti, in cui interpreta canzoni di altri autori, ma inserendo stavolta un brano inedito, Finalmente tu, la title track con cui ha partecipato al Festival di Sanremo 1995, scritta dall'amico Max Pezzali e da Mauro Repetto nella quale ha suonato al pianoforte Luca Laurenti. Per la prima volta in un album di Fiorello compaiono degli ospiti: il fratello Beppe (all'epoca non ancora attore) con cui canta Bonne franquette e gli 883 con cui canta Senza averti qui.

## Tracce
1. Nessuno - 2:22
2. Io vagabondo (che non sono altro) - 3:42
3. Un mondo d'amore - 3:30
4. Finalmente tu - 4:30
5. Il cielo - 4:36
6. Lui non ci sarà (cover dei Clan Destino) - 4:57
7. Una lunga storia d'amore - 4:06
8. E tu... - 5:11
9. Cinque giorni - 4:06
10. Ridi (Wind of Change) - 4:59
11. Bonne franquette (con Beppe Fiorello) - 3:54
12. Senza averti qui (con gli 883) - 3:48
13. Finalmente tu (strumentale) - 4:31
14. Nessuno (strumentale) - 2:21

## Formazione
- Fiorello – voce
- Saturnino – basso
- Luca Laurenti – pianoforte
- Ivan Ciccarelli - batteria
- Leandro Misuriello – basso
- Daniele Moretto – tromba
- Michele Monestiroli – sax
- Michael Rosen – sax
- Paola Iezzi, Chiara Iezzi – cori

## Classifiche
| Classifica (1995) | Posizione massima |
| ----------------- | ----------------- |
| Italia            | 2                 |